# Stade français Paris rugby 2024-2025
Questa voce raccoglie le informazioni riguardanti la Stade français nelle competizioni ufficiali della stagione 2024-2025.

## Trasferimenti
Fonte: All Rugby
Dati aggiornati al 2 agosto 2024. I giocatori contrassegnati con la lettera (A) sono academy player.

### Acquisti
| Ruolo               | Giocatore                | Modalità               | Provenienza        |
| ------------------- | ------------------------ | ---------------------- | ------------------ |
| tallonatore         | Giacomo Nicotera         | acquisto definitivo    | Benetton           |
| terza linea         | Pierre Huguet            | acquisto definitivo    | Bayonne            |
| terza linea         | Yoan Tanga               | acquisto definitivo    | La Rochelle        |
| mediano di apertura | Louis Carbonel           | acquisto definitivo    | Montpellier        |
| mediano di apertura | Louis Foursans-Bourdette | rientro prestito       | Montpellier        |
| tre quarti ala      | Samuel Ezeala            | rientro prestito       | Pau                |
| tre quarti ala      | Raffaele Storti          | rientro prestito       | Béziers            |
| estremo             | Joe Jonas                | acquisto definitivo    | Biarritz           |
| Durante la stagione |                          |                        |                    |
| terza linea         | Andy Timo (A)            | aggregato dall'Academy |                    |
| mediano di mischia  | Thibaut Motassi (A)      | aggregato dall'Academy |                    |
| mediano di mischia  | Martin Blum (A)          | aggregato dall'Academy |                    |
| estremo             | Léo Monin (A)            | aggregato dall'Academy |                    |
| pilone              | Braxton Asi (A)          | aggregato dall'Academy |                    |
| seconda linea       | Ollie McCrea (A)         | aggregato dall'Academy |                    |
| tre quarti centro   | Mathis Ibo (A)           | aggregato dall'Academy |                    |
| mediano di mischia  | Paul Abadie (A)          | aggregato dall'Academy |                    |
| Academy             |                          |                        |                    |
| tallonatore         | Luka Petriashvili (A)    | acquisto definitivo    | Carcassonne        |
| seconda linea       | Jacques Botha (A)        | acquisto definitivo    | Hoërskool Monument |
| terza linea         | Méric Chiffrin (A)       | acquisto definitivo    | Racing 92          |
| mediano di mischia  | Ali Bennot (A)           | acquisto definitivo    | Grenoble           |
| mediano di apertura | Rafaël Sans (A)          | acquisto definitivo    | Tolosa             |
| tre quarti centro   | Yishai Avrahami (A)      | acquisto definitivo    | Buccaneers         |
| tre quarti ala      | Aisake Manna (A)         | acquisto definitivo    | Kaiviti Silktails  |

### Cessioni
| Ruolo               | Giocatore              | Modalità       | Destinazione        |
| ------------------- | ---------------------- | -------------- | ------------------- |
| pilone              | Vasil Kakovin          | fine contratto | Black Lion          |
| pilone              | Lendi Dakaj            | fine contratto | Orléans             |
| tallonatore         | Mickaël Ivaldi         | fine contratto | Tolone              |
| tallonatore         | Laurent Panis          | ritiro         |                     |
| seconda linea       | Mathieu De Giovanni    | fine contratto | Agen                |
| terza linea         | Giovanni Habel-Küffner | fine contratto | Bayonne             |
| terza linea         | Giorgi Tsutskiridze    | fine contratto | Black Lion          |
| terza linea         | Julien Ory             | fine contratto |                     |
| mediano di mischia  | Rory Kockott           | fine contratto |                     |
| mediano di mischia  | Hugo Zabalza           | prestito       | Montauban           |
| mediano di apertura | Joris Segonds          | fine contratto | Bayonne             |
| tre quarti centro   | Noah Nene              | prestito       | Dax                 |
| tre quarti ala      | Sefa Naivalu           | fine contratto | Carcassonne         |
| estremo             | Kylan Hamdaoui         | fine contratto | Clermont            |
| Durante la stagione |                        |                |                     |
| tre quarti ala      | Nadir Megdoud          | fine contratto | Bayonne             |
| tre quarti ala      | Stéphane Ahmed         | prestito       | Montauban           |
| terza linea         | Janeiro Wakeham        | prestito       | Nizza               |
| mediano di mischia  | Jules Gimbert          | prestito       | Nizza               |
| tre quarti ala      | Pierre Boudehent       | prestito       | Vannes              |
| Academy             |                        |                |                     |
| pilone              | Adrien Mallet (A)      | fine contratto | Bourgoin-Jallieu    |
| seconda linea       | Nathan Huguen (A)      | fine contratto | Romans              |
| terza linea         | Sacha Rosenberg (A)    | fine contratto | Périgueux           |
| terza linea         | Owen Nouvion (A)       | fine contratto | Vannes              |
| mediano di apertura | Louis Bothorel (A)     | fine contratto | Castres             |
| tre quarti centro   | Ethan Randle (A)       | fine contratto | Agen                |
| tre quarti centro   | Mathias Ortiz (A)      | fine contratto | Olympique Marcquois |
| tre quarti centro   | Thomas Fabre (A)       | fine contratto | La Seyne            |

## Risultati
Dati aggiornati al 21 aprile 2025.

### Top 14

#### Saison régulière
| Arbitro: | Blasco-Baqué |

|                                                                            |      |                                                             |
| Buros 7’ Lucu 17’ Penaud 33’ Depoortère 37’ Lesgourgues 70’ Depoortère 73’ | mt   | 29’ van der Mescht 47’ Abramishvili 56’ Macalou 81’ Macalou |
| Jalibert 8’ Jalibert 17’ Jalibert 34’ Jalibert 38’ Jalibert 71’            | tr   | 47’ Carbonel 57’ Henry 83’ Henry                            |
| Jalibert 49’ Jalibert 63’                                                  | c.p. |                                                             |

| Arbitro: | Rousselet |

|                                                             |      |                                                                 |
| Jonas 3’ Marchant 7’ Peyresblanques 20’ Weber 30’ Weber 41’ | mt   | 25’ Nakosi 42’ Rayasi 48’ Debaes 51’ Costossèque 80’ Kamikamica |
| Carbonel 20’ Carbonel 31’ Carbonel 41’                      | tr   | 49’ Debaes 52’ Thibault Debaes 81’ Debaes                       |
| Carbonel 73’                                                | c.p. |                                                                 |

| Arbitro: | Brousset |

|           |      |                                 |
| Tanga 61’ | mt   | 26’ Ribbans                     |
| Henry 62’ | tr   |                                 |
| Henry 45’ | c.p. | 10’ Garbisi 51’ Domon 56’ Hervé |

| Arbitro: | Ramos |

|                                                        |      |                               |
| Gailleton 52’ Gorgadze 55’ Attissogbé 65’ Simmonds 78’ | mt   | 19’ Dakuwaqa                  |
| Simmonds 56’ Simmonds 66’                              | tr   | 20’ Henry                     |
| Simmonds 15’ Simmonds 45’                              | c.p. | 10’ Henry 39’ Henry 49’ Henry |

| Arbitro: | Nuchy |

|                                                            |      |                               |
| Dakuwaqa 45’ Macalou 56’                                   | mt   | 30’ Simmonds 70’ Bridge       |
| Carbonel 46’ Carbonel 57’                                  | tr   | 31’ T. Vincent 71’ T. Vincent |
| Henry 27’ Henry 32’ Carbonel 52’ Carbonel 66’ Carbonel 73’ | c.p. | 2’ T. Vincent 8’ T. Vincent   |

| Arbitro: | Cayre |

|                                                                 |      |              |
| Berdeu 11’ Maraku 33’ Couilloud 41’ Couilloud 47’ Dumortier 61’ | mt   |              |
| Berdeu 12’ Berdeu 34’ Berdeu 42’ Berdeu 48’ Berdeu 62’          | tr   |              |
|                                                                 | c.p. | 42’ Carbonel |

| Arbitro: | Gasnier |

|                                              |      |                               |
| Palis 6’ Collier 17’ Le Brun 25’ Maravat 78’ | mt   | 51’ van der Mescht 71’ Storti |
| Fernandez 7’ Fernandez 18’ Fernandez 26’     | tr   |                               |
| Fernandez 9’ Fernandez 40’ Fernandez 54’     | c.p. | 3’ Carbonel                   |

| Arbitro: | Charabas |

|                                                                           |      |                                |
| Barré 16’ Carbonel 33’ Peyresblanques 55’ Dakuwaqa 63’ van der Mescht 73’ | mt   |                                |
| Carbonel 35’ Carbonel 56’ Carbonel 64’ Henry 74’                          | tr   |                                |
| Carbonel 2’                                                               | c.p. | 7’ Urdapilleta 37’ Urdapilleta |

| Arbitro: | ? |

|                                           |      |                                                                              |
| Thomas 31’ Latu 43’ Jégou 59’ Skelton 70’ | mt   |                                                                              |
| West 44’ West 60’ West 71’                | tr   |                                                                              |
| West 16’ West 41’ West 52’                | c.p. | 8’ Carbonel 12’ Carbonel 27’ Carbonel 35’ Carbonel 38’ Carbonel 46’ Carbonel |

| Arbitro: | Blasco-Baqué |

|                                                                  |      |                                                    |
| Etien 5’ Etien 32’ Marchant 38’ Ward 40’ Jonas 57’ Dakuwaqa 59’  | mt   | 63’ Kaitu'u 69’ Kaitu'u 74’ Woki                   |
| Carbonel 32’ Carbonel 39’ Carbonel 41’ Carbonel 57’ Carbonel 60’ | tr   | 64’ D. Lancaster 69’ D. Lancaster 75’ D. Lancaster |
|                                                                  | c.p. | 17’ D. Lancaster                                   |

| Arbitro: | Cayre |

|                                     |      |                          |
| Carreras 10’ Capilla 45’            | mt   | 12’ Marchant             |
| Segonds 11’                         | tr   | 13’ Carbonel             |
| Segonds 17’ Segonds 55’ Segonds 66’ | c.p. | 3’ Carbonel 52’ Carbonel |

| Arbitro: | Ramos |

|                                        |      |              |
| Marchant 17’ Laloi 23’ Weber 61’       | mt   | 27’ Veredamu |
| Carbonel 18’ Carbonel 24’ Carbonel 62’ | tr   | 28’ Allan    |
| Carbonel 44’                           | c.p. |              |

| Arbitro: | Urruzmendi |

|                                                               |      |                                        |
| Marchand 13’ Graou 31’ R. Ntamack 52’ Mauvaka 67’ Mauvaka 76’ | mt   | 56’ Azagoh 72’ Laloi                   |
| Ramos 14’ Ramos 32’ Ramos 53’ Ramos 68’ Ramos 77’             | tr   | 57’ Carbonel 72’ Carbonel              |
| Ramos 66’                                                     | c.p. | 17’ Carbonel 37’ Carbonel 61’ Carbonel |

| Arbitro: | Bralley |

|                                        |      |                                                                                     |
| Ward 58’                               | mt   | 22’ Coleman 53’ Bielle-Biarrey 56’ Buros 63’ Uberti 75’ Boniface 80’ Bielle-Biarrey |
| Carbonel 59’                           | tr   | 23’ Lucu 54’ Lucu 57’ Carbery 64’ Lucu 81’ Lucu                                     |
| Carbonel 16’ Carbonel 28’ Carbonel 36’ | c.p. | 31’ Lucu 34’ Lucu                                                                   |
| Carbonel 5’                            | drop |                                                                                     |

| Arbitro: | Cayre |

|                                   |      |                                             |
| Ruru 27’ Béziat 41’ Gorrissen 54’ | mt   | 31’ Macalou 43’ Nicotera 57’ Peyresblanques |
| Lafage 28’ Lafage 42’ Lafage 55’  | tr   | 32’ Henry 58’ Henry                         |
| Lafage 24’ Lafage 35’ Lafage 67’  | c.p. | 1’ Henry 16’ Henry 74’ Henry                |
| Lafage 14’                        | drop |                                             |

| Arbitro: | Marbot |

|                                                                          |      |                                                        |
| Macalou 22’ Macalou 44’ Dakuwaqa 51’ Gabrillagues 69’ Peyresblanques 72’ | mt   | 10’ Gailleton 33’ Gailleton 50’ Mondinat 79’ Ruffenach |
| Henry 23’ Henry 44’ Henry 52’ Henry 70’                                  | tr   | 10’ Simmonds 34’ Simmonds 51’ Simmonds 80’ Simmonds    |
| Henry 15’ Henry 61’                                                      | c.p. | 5’ Simmonds 40’ Simmonds 67’ Simmonds                  |

| Arbitro: | Blasco-Baqué |

|                             |      |                     |
| Wainiqolo 32’ Wainiqolo 38’ | mt   |                     |
| Hervé 33’ Hervé 39’         | tr   |                     |
| Hervé 53’                   | c.p. | 20’ Henry 29’ Henry |

| Arbitro: | Rozier |

|                                                  |      |                                        |
| Ezeala 30’                                       | mt   | 71’ Lespiaucq-Brettes 75’ Meta tecnica |
| Henry 31’                                        | tr   | 72’ Hastoy                             |
| Henry 9’ Henry 15’ Henry 20’ Henry 36’ Henry 45’ | c.p. | 22’ Hastoy                             |

| Arbitro: | Trainini |

|                                         |      |                                                              |
| Marchant 3’ Abadie 13’ Motassi 61’      | mt   | 17’ Meta tecnica 24’ Cormenier 55’ Martin 75’ Erbinartegaray |
| Henry 14’ Henry 62’                     | tr   | 25’ Segonds                                                  |
| Henry 19’ Henry 29’ Henry 41’ Henry 53’ | c.p. | 8’ Segonds                                                   |

| Arbitro: | Rousselet |

|                                                                 |      |                                               |
| Erdocio 48’ Bridge 57’ N'Gandebe 66’ Vincent 75’ Serfontein 80’ | mt   | 4’ Ezeala 28’ Halaifonua 36’ Chapuis 45’ Ward |
| Hogg 49’ Hogg 58’ Hogg 67’ Hogg 76’ Hogg 80+1’                  | tr   | 8’ Carbonel 29’ Carbonel 46’ Carbonel         |
| Coly 15’                                                        | c.p. | 11’ Carbonel                                  |
| Carbonel 62’                                                    | drop |                                               |

| Arbitro: | Rozier |

|                                      |      |                                |
| Carbonel 25’ Briatte 33’ Macalou 78’ | mt   | 4’ Banos 15’ Costes 65’ Mallía |
| Carbonel 25’ Carbonel 33’ Henry 78’  | tr   | 15’ Mallía 65’ Mallía          |
|                                      | c.p. | 10’ Mallía 57’ Mallía          |

| Nanterre 27 aprile 2025, ore 21:05 UTC+2 22ª giornata | Racing Métro 92    | – | Stade français | Paris La Défense Arena\| Arbitro: \| |
| Arbitro:                                              | Francia (bandiera) |   |                |                                      |

### Champions Cup
Arrivando 2° nella stagione regolare del Top 14 della scorsa stagione, lo Stade français ha avuto accesso alla Champions Cup.
Dal sorteggio effettuato il 2 luglio 2024, lo Stade français è stato aggregato nel Gruppo 3 insieme a Bulls (Sudafrica), Castres (Francia), Munster (Irlanda), Northampton Saints (Inghilterra) e Saracens (Inghilterra).

#### Fase a gironi (Gruppo 3)
| Arbitro: | Pearce |

|                                                             |    |             |
| Abrahams 14’ Daly 29’ Kendellen 49’ Farrell 54’ Coombes 78’ | mt | 58’ Castets |
| Crowley 16’ Crowley 30’ Crowley 50’ Crowley 55’             | tr | 59’ Henry   |

| Arbitro: | Davidson |

|                       |      |                                 |
| Dakuwaqa 3’ Barré 68’ | mt   | 23’ Williams 45’ George 73’ Dan |
| Henry 4’ Barré 69’    | tr   | 24’ Burke 74’ Burke             |
| Henry 12’             | c.p. | 32’ Burke 37’ Burke 63’ Burke   |

| Arbitro: | Cross |

|                                                                                                  |    |                                                                            |
| Dakuwaqa 22’ van der Mescht 29’ Tanga 43’ meta tecnica 46’ Ezeala 51’ Tanga 57’ Gabrillagues 68’ | mt | 11’ Lockett 15’ Pollock 17’ Pollock 44’ Walker 77’ Langdon                 |
| Henry 30’ Henry 43’ Henry 58’ Henry 69’                                                          | tr | 11’ Hutchinson 16’ Hutchinson 17’ Hutchinson 45’ Hutchinson 78’ Hutchinson |

| Arbitro: | Leal |

|                                                                                             |      |              |
| meta tecnica 2’ Williams 12’ Papier 17’ Vermaak 26’ E. Louw 38’ Chamberlain 46’ Hanekom 50’ | mt   | 23’ Macalou  |
| Goosen 13’ Goosen 18’ Chamberlain 39’ Chamberlain 46’                                       | tr   | 24’ Carbonel |
| Chamberlain 34’                                                                             | c.p. |              |

## Statistiche
Dati aggiornati al 21 aprile 2025.

### Statistiche di squadra
| Competizione  | Punti | In casa | In casa | In casa | In casa | In casa | In casa | In trasferta | In trasferta | In trasferta | In trasferta | In trasferta | In trasferta | Totale | Totale | Totale | Totale | Totale | Totale | Totale |
| Competizione  | Punti | G       | V       | N       | P       | Ptf     | Pts     | G            | V            | N            | P            | Ptf          | Pts          | G      | V      | N      | P      | Ptf    | Pts    | Diff.  |
| ------------- | ----- | ------- | ------- | ------- | ------- | ------- | ------- | ------------ | ------------ | ------------ | ------------ | ------------ | ------------ | ------ | ------ | ------ | ------ | ------ | ------ | ------ |
| Top 14        | 36    | 11      | 8       | 0       | 3       | 305     | 256     | 9            | 0            | 0            | 9            | 146          | 297          | 20     | 8      | 0      | 12     | 483    | 591    | -108   |
| Champions Cup | 5     | 2       | 1       | 0       | 1       | 62      | 63      | 2            | 0            | 0            | 2            | 14           | 81           | 4      | 1      | 0      | 3      | 76     | 144    | -68    |
| Totale        | -     | 13      | 9       | 0       | 4       | 367     | 319     | 11           | 0            | 0            | 11           | 160          | 378          | 24     | 9      | 0      | 15     | 559    | 735    | -176   |

### Andamento in campionato
| Giornata  | 1  | 2  | 3 | 4  | 5  | 6  | 7  | 8  | 9  | 10 | 11 | 12 | 13 | 14 | 15 | 16 | 17 | 18 | 19 | 20 | 21 | 22 | 23 | 24 | 25 | 26 |
| --------- | -- | -- | - | -- | -- | -- | -- | -- | -- | -- | -- | -- | -- | -- | -- | -- | -- | -- | -- | -- | -- | -- | -- | -- | -- | -- |
| Luogo     | T  | C  | C | T  | C  | T  | T  | C  | T  | C  | T  | C  | T  | C  | T  | C  | T  | C  | C  | T  | C  |    |    |    |    |    |
| Risultato | P  | V  | P | P  | V  | P  | P  | V  | P  | V  | P  | V  | P  | P  | P  | V  | P  | V  | V  | P  | P  |    |    |    |    |    |
| Posizione | 12 | 11 | 8 | 13 | 11 | 13 | 13 | 12 | 13 | 10 | 12 | 10 | 11 | 13 | 13 | 12 | 14 | 11 | 11 | 12 | 12 |    |    |    |    |    |

Legenda:

Luogo: C = Casa; T = Trasferta. Risultato: R = Rinviata; V = Vittoria; N = Pareggio; P = Sconfitta.

### Statistiche individuali
| Giocatore             | Top 14 | Top 14 | Top 14 | Top 14 | Top 14 | Top 14 | Top 14 | Top 14 | Champions Cup | Champions Cup | Champions Cup | Champions Cup | Champions Cup | Champions Cup | Champions Cup | Champions Cup | Totali | Totali | Totali | Totali | Totali | Totali | Totali | Totali |
| Giocatore             | G      | M      | D      | Pu     | T      | Pti    | CG     | CR     | G             | M             | D             | Pu            | T             | Pti           | CG            | CR            | G      | M      | D      | Pu     | T      | Pti    | CG     | CR     |
| --------------------- | ------ | ------ | ------ | ------ | ------ | ------ | ------ | ------ | ------------- | ------------- | ------------- | ------------- | ------------- | ------------- | ------------- | ------------- | ------ | ------ | ------ | ------ | ------ | ------ | ------ | ------ |
| P. Abadie             | 6      | 1      | 0      | 0      | 0      | 5      | 0      | 0      | 0             | 0             | 0             | 0             | 0             | 0             | 0             | 0             | 6      | 1      | 0      | 0      | 0      | 5      | 0      | 0      |
| S. Abramishvili       | 12     | 2      | 0      | 0      | 0      | 10     | 0      | 0      | 0             | 0             | 0             | 0             | 0             | 0             | 0             | 0             | 12     | 2      | 0      | 0      | 0      | 10     | 0      | 0      |
| M. Alo-Emile          | 16     | 0      | 0      | 0      | 0      | 0      | 0      | 0      | 3             | 0             | 0             | 0             | 0             | 0             | 0             | 0             | 19     | 0      | 0      | 0      | 0      | 0      | 0      | 0      |
| P. Alo-Emile          | 15     | 0      | 0      | 0      | 0      | 0      | 1      | 0      | 2             | 0             | 0             | 0             | 0             | 0             | 0             | 0             | 17     | 0      | 0      | 0      | 0      | 0      | 0      | 0      |
| B. Asi                | 0      | 0      | 0      | 0      | 0      | 0      | 0      | 0      | 1             | 0             | 0             | 0             | 0             | 0             | 0             | 0             | 1      | 0      | 0      | 0      | 0      | 0      | 0      | 0      |
| P.-H. Azagoh          | 13     | 1      | 0      | 0      | 0      | 5      | 2      | 0      | 1             | 0             | 0             | 0             | 0             | 0             | 0             | 1             | 14     | 1      | 0      | 0      | 0      | 5      | 2      | 1      |
| L. Barré              | 20     | 1      | 0      | 0      | 0      | 5      | 0      | 0      | 1             | 1             | 0             | 0             | 1             | 7             | 0             | 0             | 21     | 2      | 0      | 0      | 1      | 12     | 0      | 0      |
| M. Blum               | 1      | 0      | 0      | 0      | 0      | 0      | 0      | 0      | 0             | 0             | 0             | 0             | 0             | 0             | 0             | 0             | 1      | 0      | 0      | 0      | 0      | 0      | 0      | 0      |
| R. Briatte            | 21     | 1      | 0      | 0      | 0      | 5      | 3      | 0      | 1             | 0             | 0             | 0             | 0             | 0             | 0             | 0             | 22     | 1      | 0      | 0      | 0      | 5      | 3      | 0      |
| L. Carbonel           | 16     | 2      | 1      | 24     | 24     | 133    | 0      | 0      | 3             | 0             | 0             | 0             | 0             | 0             | 0             | 0             | 19     | 2      | 1      | 24     | 24     | 133    | 0      | 0      |
| C. Castets            | 12     | 0      | 0      | 0      | 0      | 0      | 1      | 0      | 2             | 1             | 0             | 0             | 0             | 5             | 0             | 0             | 14     | 1      | 0      | 0      | 0      | 5      | 1      | 0      |
| R. Chapuis            | 16     | 0      | 0      | 0      | 0      | 0      | 0      | 0      | 2             | 0             | 0             | 0             | 0             | 0             | 0             | 0             | 18     | 0      | 0      | 0      | 0      | 0      | 0      | 0      |
| J. Delbouis           | 16     | 0      | 0      | 0      | 0      | 0      | 0      | 0      | 2             | 0             | 0             | 0             | 0             | 0             | 0             | 0             | 18     | 0      | 0      | 0      | 0      | 0      | 0      | 0      |
| P. Dakuwaqa           | 11     | 5      | 0      | 0      | 0      | 25     | 0      | 0      | 2             | 2             | 0             | 0             | 0             | 10            | 0             | 0             | 13     | 7      | 0      | 0      | 0      | 35     | 0      | 0      |
| L. Etien              | 12     | 2      | 0      | 0      | 0      | 10     | 0      | 0      | 1             | 0             | 0             | 0             | 0             | 0             | 0             | 0             | 13     | 3      | 0      | 0      | 0      | 15     | 0      | 0      |
| S. Ezeala             | 21     | 2      | 0      | 0      | 0      | 10     | 2      | 0      | 3             | 1             | 0             | 0             | 0             | 5             | 0             | 0             | 24     | 3      | 0      | 0      | 0      | 15     | 0      | 0      |
| L. Foursans-Bourdette | 9      | 0      | 0      | 0      | 0      | 0      | 0      | 0      | 4             | 0             | 0             | 0             | 0             | 0             | 0             | 0             | 13     | 0      | 0      | 0      | 0      | 0      | 0      | 0      |
| Á. Garcia             | 5      | 0      | 0      | 0      | 0      | 0      | 0      | 0      | 2             | 0             | 0             | 0             | 0             | 0             | 0             | 0             | 7      | 0      | 0      | 0      | 0      | 0      | 0      | 0      |
| P. Gabrillagues       | 21     | 1      | 0      | 0      | 0      | 5      | 0      | 0      | 2             | 1             | 0             | 0             | 0             | 5             | 0             | 0             | 23     | 2      | 0      | 0      | 0      | 10     | 0      | 0      |
| F. Gómez Kodela       | 14     | 0      | 0      | 0      | 0      | 0      | 0      | 0      | 3             | 0             | 0             | 0             | 0             | 0             | 0             | 0             | 17     | 0      | 0      | 0      | 0      | 0      | 0      | 0      |
| T. Halaifonua         | 19     | 1      | 0      | 0      | 0      | 5      | 1      | 0      | 2             | 0             | 0             | 0             | 0             | 0             | 1             | 0             | 21     | 1      | 0      | 0      | 0      | 5      | 2      | 0      |
| Z. Henry              | 17     | 0      | 0      | 22     | 15     | 96     | 0      | 0      | 3             | 0             | 0             | 1             | 6             | 0             | 0             | 0             | 20     | 0      | 0      | 23     | 21     | 111    | 0      | 0      |
| M. Hirigoyen          | 1      | 0      | 0      | 0      | 0      | 0      | 0      | 0      | 0             | 0             | 0             | 0             | 0             | 0             | 0             | 0             | 1      | 0      | 0      | 0      | 0      | 0      | 0      | 0      |
| P. Huguet             | 6      | 0      | 0      | 0      | 0      | 0      | 1      | 0      | 2             | 0             | 0             | 0             | 0             | 0             | 0             | 0             | 8      | 0      | 0      | 0      | 0      | 0      | 1      | 0      |
| M. Ibo                | 0      | 0      | 0      | 0      | 0      | 0      | 0      | 0      | 1             | 0             | 0             | 0             | 0             | 0             | 0             | 0             | 1      | 0      | 0      | 0      | 0      | 0      | 0      | 0      |
| J. Jonas              | 16     | 2      | 0      | 0      | 0      | 10     | 1      | 0      | 3             | 0             | 0             | 0             | 0             | 0             | 0             | 0             | 19     | 2      | 0      | 0      | 0      | 10     | 1      | 0      |
| I. Koffi              | 7      | 0      | 0      | 0      | 0      | 0      | 1      | 0      | 2             | 0             | 0             | 0             | 0             | 0             | 0             | 0             | 9      | 0      | 0      | 0      | 0      | 0      | 1      | 0      |
| C. Laloi              | 11     | 2      | 0      | 0      | 0      | 10     | 1      | 0      | 3             | 0             | 0             | 0             | 0             | 0             | 0             | 0             | 14     | 2      | 0      | 0      | 0      | 10     | 1      | 0      |
| S. Macalou            | 14     | 7      | 0      | 0      | 0      | 35     | 1      | 1      | 3             | 0             | 0             | 0             | 0             | 0             | 0             | 1             | 17     | 7      | 0      | 0      | 0      | 35     | 1      | 2      |
| O. McCrea             | 0      | 0      | 0      | 0      | 0      | 0      | 0      | 0      | 1             | 0             | 0             | 0             | 0             | 0             | 0             | 0             | 1      | 0      | 0      | 0      | 0      | 0      | 0      | 0      |
| J. Marchant           | 21     | 5      | 0      | 0      | 0      | 25     | 0      | 0      | 3             | 0             | 0             | 0             | 0             | 0             | 0             | 0             | 24     | 5      | 0      | 0      | 0      | 25     | 0      | 0      |
| M. Meité              | 9      | 0      | 0      | 0      | 0      | 0      | 0      | 0      | 1             | 0             | 0             | 0             | 0             | 0             | 0             | 0             | 10     | 0      | 0      | 0      | 0      | 0      | 0      | 0      |
| G. Melikidze          | 12     | 0      | 0      | 0      | 0      | 0      | 1      | 0      | 0             | 0             | 0             | 0             | 0             | 0             | 0             | 0             | 12     | 0      | 0      | 0      | 0      | 0      | 1      | 0      |
| JJ van der Mescht     | 18     | 3      | 0      | 0      | 0      | 15     | 1      | 1      | 1             | 1             | 0             | 0             | 0             | 5             | 0             | 0             | 19     | 4      | 0      | 0      | 0      | 20     | 1      | 1      |
| L. Monin              | 1      | 0      | 0      | 0      | 0      | 0      | 0      | 0      | 1             | 0             | 0             | 0             | 0             | 0             | 0             | 0             | 2      | 0      | 0      | 0      | 0      | 0      | 0      | 0      |
| T. Motassi            | 12     | 1      | 0      | 0      | 0      | 5      | 0      | 0      | 2             | 0             | 0             | 0             | 0             | 0             | 0             | 0             | 14     | 1      | 0      | 0      | 0      | 5      | 0      | 0      |
| H. N'Diaye            | 8      | 0      | 0      | 0      | 0      | 0      | 0      | 0      | 3             | 0             | 0             | 0             | 0             | 0             | 1             | 0             | 11     | 0      | 0      | 0      | 0      | 0      | 1      | 0      |
| G. NIcotera           | 12     | 1      | 0      | 0      | 0      | 5      | 1      | 0      | 2             | 0             | 0             | 0             | 0             | 0             | 0             | 0             | 14     | 1      | 0      | 0      | 0      | 5      | 1      | 0      |
| B. Pesenti            | 11     | 0      | 0      | 0      | 0      | 0      | 1      | 1      | 3             | 0             | 0             | 0             | 0             | 0             | 0             | 1             | 14     | 0      | 0      | 0      | 0      | 0      | 1      | 2      |
| L. Petriashvili       | 1      | 0      | 0      | 0      | 0      | 0      | 0      | 0      | 2             | 0             | 0             | 0             | 0             | 0             | 0             | 0             | 3      | 0      | 0      | 0      | 0      | 0      | 0      | 0      |
| L. Peyresblanques     | 21     | 4      | 0      | 0      | 0      | 20     | 1      | 0      | 2             | 0             | 0             | 0             | 0             | 0             | 0             | 0             | 23     | 4      | 0      | 0      | 0      | 20     | 1      | 0      |
| J.M. Scelzo           | 8      | 0      | 0      | 0      | 0      | 0      | 0      | 0      | 3             | 0             | 0             | 0             | 0             | 0             | 0             | 0             | 11     | 0      | 0      | 0      | 0      | 0      | 0      | 0      |
| R. Storti             | 2      | 1      | 0      | 0      | 0      | 5      | 0      | 0      | 1             | 0             | 0             | 0             | 0             | 0             | 0             | 0             | 3      | 1      | 0      | 0      | 0      | 5      | 0      | 0      |
| Y. Tanga              | 17     | 1      | 0      | 0      | 0      | 5      | 0      | 0      | 4             | 2             | 0             | 0             | 0             | 10            | 0             | 0             | 21     | 3      | 0      | 0      | 0      | 15     | 0      | 0      |
| A. Timo               | 3      | 0      | 0      | 0      | 0      | 0      | 0      | 0      | 3             | 0             | 0             | 0             | 0             | 0             | 0             | 0             | 6      | 0      | 0      | 0      | 0      | 0      | 0      | 0      |
| S. Turagacoke         | 9      | 0      | 0      | 0      | 0      | 0      | 1      | 0      | 2             | 0             | 0             | 0             | 0             | 0             | 0             | 0             | 11     | 0      | 0      | 0      | 0      | 0      | 1      | 0      |
| J. Ward               | 17     | 3      | 0      | 0      | 0      | 15     | 0      | 0      | 1             | 0             | 0             | 0             | 0             | 0             | 0             | 0             | 18     | 3      | 0      | 0      | 0      | 15     | 0      | 0      |
| B. Weber              | 14     | 3      | 0      | 0      | 0      | 15     | 0      | 0      | 2             | 0             | 0             | 0             | 0             | 0             | 0             | 0             | 16     | 3      | 0      | 0      | 0      | 15     | 0      | 0      |
| P. Boudehent          | 0      | 0      | 0      | 0      | 0      | 0      | 0      | 0      | 1             | 0             | 0             | 0             | 0             | 0             | 0             | 0             | 1      | 0      | 0      | 0      | 0      | 0      | 0      | 0      |
| J. Gimbert            | 6      | 0      | 0      | 0      | 0      | 0      | 0      | 0      | 0             | 0             | 0             | 0             | 0             | 0             | 0             | 0             | 6      | 0      | 0      | 0      | 0      | 0      | 0      | 0      |